# Герб Ртищева и Ртищевского района
Герб Ртищева и Ртищевского района — официальный символ муниципального образования город Ртищево и Ртищевского муниципального района Саратовской области Российской Федерации. Первый герб города принят в 1994 году, в современном варианте впервые утверждён 1 августа 2001 года. Герб внесён в Государственный геральдический регистр Российской Федерации под № 789.

## Описание
Официальное описание герба:
В зелёном поле две серебряные сабли накрест и поверх них стрела того же металла, остриями вниз, и вокруг них свитый серебряный и чёрный шнур, уложенный в цикломор и накрытый в оконечности опрокинутой серебряной подковой. В вольной части изображается герб Саратовской области
Герб может воспроизводиться в двух равнодоступных версиях: с вольной частью с гербом Саратовской области в верхнем углу; без вольной части. Авторская группа: идея герба — Константин Мочёнов (Химки), Михаил Ваганов (Железнодорожный), компьютерный дизайн — Сергей Исаев (Москва).

## Символика
Село Покровское (Ртищево) — одно из старейших в Саратовской губернии. Центральные элементы — сабли, стрела и подкова символизируют историческое прошлое края и взяты из герба рода Ртищевых. Серебристо-черный шнур, замкнутый в кольцо, означает железную дорогу вокруг города Ртищева. Чёрный цвет — цвет благоразумия, мудрости, скромности, честности и вечности бытия. Серебро в геральдике символизирует также чистоту, благородство, совершенство, мир. Зеленый цвет поля символизирует плодородие, здоровье, жизнь и говорит о том, что район сельскохозяйственный, а также отображает дубравы, которыми известен район, в том числе самыми старыми в области, которым около 200 лет.

## История
Первый герб города Ртищево был утверждён в ноябре 1994 года решением местной администрации. Герб представлял собой изображение буквы «Р», локомотива и хлебного колоса в лазоревом поле, внизу в вольной части вольной части — герб Саратовской области: три положенные в вилообразный крест, сообращённые серебряные стерляди в лазоревом поле. Автором эскиза герба был ртищевский художник Н. А. Фёдоров. Данное геральдическое описание не утвердил Геральдический Совет при Президенте Российской Федерации, поскольку оно нарушало правила геральдики. 24 апреля 1999 года был объявлен конкурс на лучший эскиз герба Ртищевского района, закончившийся в 2001 году.
1 августа 2001 года Собрание депутатов ОМО Ртищевского района приняло решение № 8-57 утверждающее новый герб объединённого муниципального образования Ртищевского района. В ходе муниципальной реформы 2006 года ОМО Ртищевского района было преобразовано в Ртищевский муниципальный район, состоящий из семи муниципальных образований — одного городского (город Ртищево) и шести сельских поселений. 27 апреля 2006 года, решением Совета муниципального образования города Ртищево № 8-37 «Об утверждении Положения о гербе муниципального образования города Ртищево», герб ОМО Ртищевского района был утверждён гербом муниципального образования города Ртищево. 9 июня 2006 года, решением Собрания депутатов Ртищевского муниципального района № 5-59 «О гербе и флаге Ртищевского муниципального района Саратовской области», этот герб был также утверждён гербом Ртищевского муниципального района.

## Комментарии
1. ↑  Цикломор — геральдический термин, обозначающий замкнутую в круг или овал линию.